# Bastone da hockey su pista

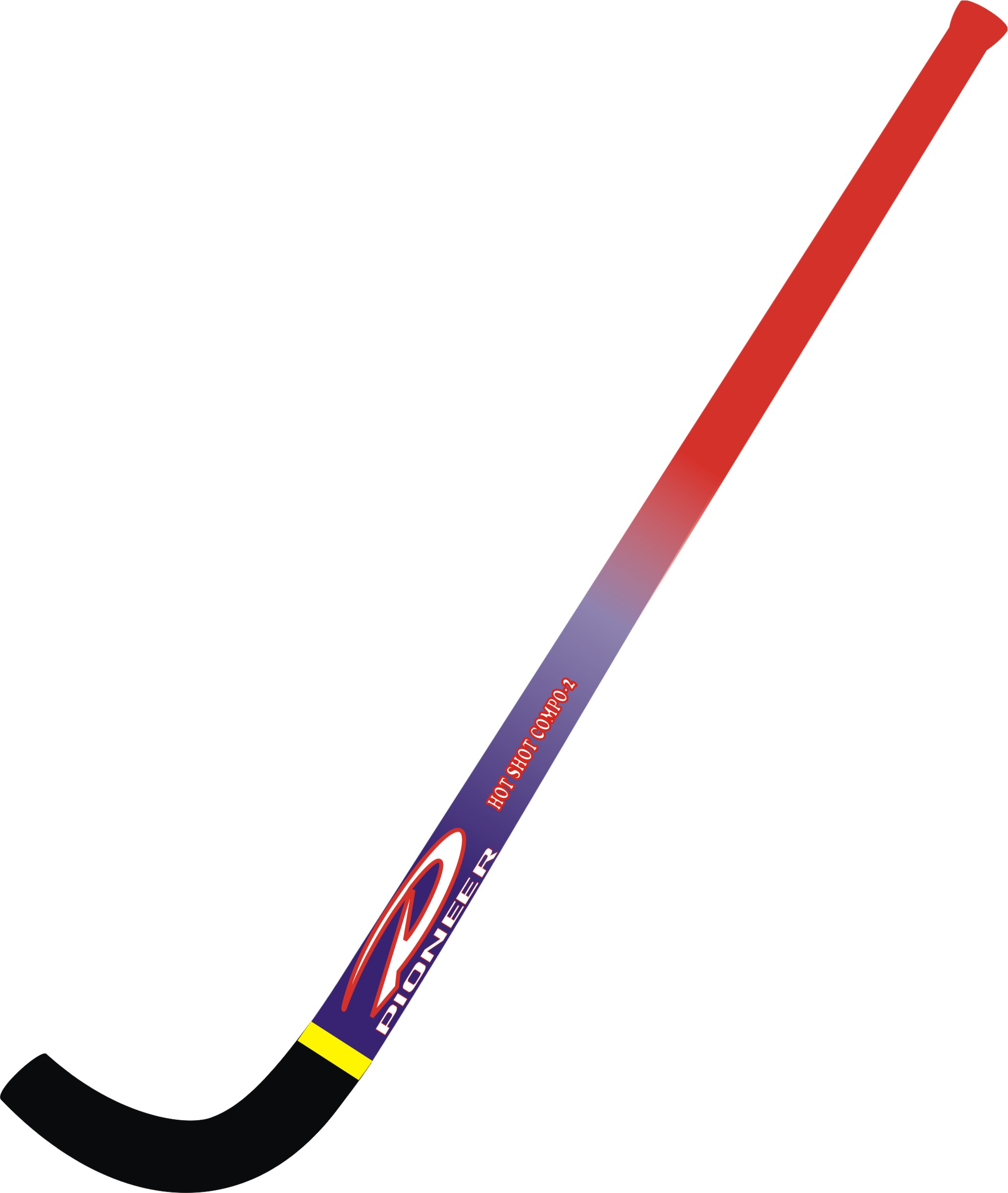
Il bastone da hockey su pista di un giocatore da hockey su pista, versione Quad

Il bastone da hockey su pista è lo strumento usato nello sport dell'hockey su pista per colpire la palla.

## Caratteristiche
I bastoni (più comunemente chiamati stecche) da hockey su pista hanno forma analoga a quelli usati nell'hockey su ghiaccio, ovvero una forma di "L" con apertura ad angolo ottuso; sono lunghi dai 90 ai 115 cm. 
Possono essere di qualunque materiale approvato dalla FIHP (generalmente legno o plastica, negli ultimi anni si trovano anche in carbonio; per ovvie ragioni di sicurezza ed efficienza sono vietati bastoni di metallo); il loro peso non può superare i 500 grammi, la parte terminale dev'essere piatta e l'intero bastone deve essere privo di rinforzi potenzialmente pericolosi.